# Эдвардс против Агиллара
Эдвардс против Агиллара 482 U.S. 578 (1987) — решение Верховного суда США, признавшее несоответствующим конституции США закон штата Луизиана, требующий преподавание «научного» креационизма в государственных школах, наряду с теорией эволюции. Суд опирался на Establishment Clause Первой поправки к Конституции, запрещающий установление религии в качестве государственной. Суд установил, что:

«Основная задача [постановления штата Луизиана „О сотворении“, требовавшего изучения в государственных школах „науки о сотворении“ вместе с эволюцией] состояла в том, чтобы изменить образовательные программы государственных школ с целью дать убедительное преимущество определенной религиозной доктрине, отвергающей фактические основы эволюции во всей их полноте. Тем самым данное постановление призвано либо пропагандировать теорию науки о сотворении, воплощающую определенную религиозную догму, либо препятствовать изучению научной теории, неодобряемой определенной религиозной конфессией. В любом из этих двух случаев данный акт нарушает Первую Поправку [к Конституции США]»— Происхождение жизни. Наука и вера
В поддержку Агиллара выступили 72 нобелевских лауреата, 17 государственных академий наук и семь других научных организаций. Они подали amicus curiae, в котором обращалось внимание на то, что «научный» креационизм состоит из религиозных догматов.

## Связанные процессы
- Обезьяний процесс — 1925
- Эпперсон против Арканзаса — 1968
- Дэниель против Вотерса — 1975
- Хендрен против Кепбелла — 1977
- МакЛин против Арканзаса[англ.] — 1982
- Kitzmiller v. Dover Area School District — 2005